# Mr.アパッチ
Mr.アパッチ（みすたーあぱっち）とは、日本でジャグリングブームを巻き起こした第一人者。大道芸界のレジェンドパフォーマー。BMXアクロバットからパフォーマンスをはじめた。また、ファイヤートーチパフォーマンスをメインに行う。大阪府大阪市生まれ。1999年日本のジャグリング界は、ピエロが行う簡単な技術だったが、ファイヤートーチ（５本）とボール（7個）とハイレベルな技術が日本の夜明けと定義されている。

## 略歴
16歳からパフォーマーとして活動。
1992年に日本BMXフリースタイルコンテストで優勝したことを皮切りに、イベントへの出演を展開。ミュージカル、サーカスへも出演するなど、活躍の幅を広げる。
中国上海雑技団サーカス学校に留学し、卒業。
2003年から2005年には、東京ディズニーランド、東京ディズニーシーのパーク内でジャグリングのパフォーマンスを行い、年間1000ステージ以上をこなした。
2008年にはシルクドゥソレイユの出演者が集まるパーティでショー出演。
2009年には5ボールジャグリング(カスケード)で1時間35秒で日本記録2位を保持している。(2016年現在)。同年、ヘブンアーティストを取得。
現在は横浜を拠点に国際的なフェスティバルに出演。

## 受賞歴・経歴
- 1992年 日本BMXフリースタイルコンテスト 優勝
- 1996年 中国上海雑技団サーカス学校留学
- 1999年 TV東京番組「TVチャンピオン」ジャグラー王選手権 優勝
- 1999年 大道芸ワールドカップin静岡・ジャパンカップ 優勝
- 2003∼2005年 東京ディズニーランド・東京ディズニーシ―日本人初アトモス出演
- 2008年 江の島大道芸コンテスト 優勝
- 2014～2015年 タイのバンコク～ルンピニ公園パフォーマンスフェスティバルゲスト出演
- 大須大道町人祭・野毛大道芸フェスティバル・ヨコハマ大道芸フェスティバル・東京スカイツリー大道芸フェス出演
- 2022年 大道芸ワールドカップin静岡「レジャンドパフォーマー」として出演
- 2023年 NPO日本大道芸協会理事長就任